# Leal Líneas Aéreas
Leal Líneas Aéreas fue una empresa aérea argentina con base en el Aeropuerto Internacional Martín Miguel de Güemes de la ciudad de Salta, Argentina. En esta primera etapa se dedica a la realización de vuelos chárter.

## Vuelos
En esta temporada de verano en Argentina, Leal fue contratada para volar a tres ciudades extranjeras:
- Argentina
  - Tucumán / Aeropuerto Internacional Teniente Benjamín Matienzo
  - Salta / Aeropuerto Internacional Martín Miguel de Güemes
  - Córdoba / Aeropuerto Internacional Ingeniero Ambrosio Taravella
  - Buenos Aires / Aeropuerto Internacional Ministro Pistarini
  - Buenos Aires / Aeroparque Jorge Newbery
  - Mar del Plata / Aeropuerto Internacional Astor Piazolla
  - Rosario / Aeropuerto Internacional Rosario Islas Malvinas

- Bolivia
  - Santa Cruz de la Sierra / Aeropuerto Internacional Viru Viru

- Brasil
  - Florianópolis / Aeropuerto Internacional Hercílio Luz
  - Porto Seguro / Aeropuerto de Porto Seguro

- Chile
  - Iquique / Aeropuerto Internacional Diego Aracena